# Каратон (археологический памятник)
Карато́н (каз. Қаратон) — средневековый памятник архитектуры домонгольского периода на территории Улытауского района Карагандинской области Казахстана. Расположен в верховьях реки Бозай, в 10 км к северо-востоку от горного хребта Арганаты.
До наших дней сохранились следы нескольких отдельно стоящих четырёхугольных строений. Строения были возведены предположительно огузами, в дальнейшем унаследованы кипчакскими племенами и покинуты после монгольского вторжения в Среднюю Азию.
Археологическая экспедиция под руководством А. Маргулана проводила исследование объекта в 1947 году.